# Josef Allen Hynek

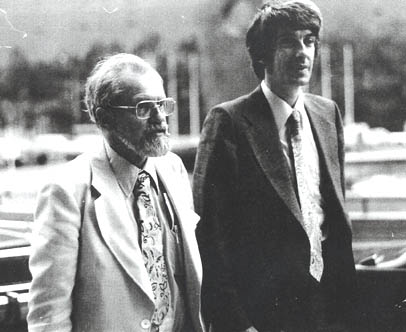
Josef Allen Hynek i Jacques Vallée

Josef Allen Hynek (ur. 1 maja 1910 w Chicago, zm. 27 kwietnia 1986 w Scottsdale) – amerykański profesor astronomii oraz ufolog.

## Życiorys
Urodził się w Chicago. Tam ukończył studia wyższe. Tytuł profesora uzyskał w roku 1947. Był naukowym doradcą trzech projektów wojska amerykańskiego do spraw UFO: Projekt Znak (1947–1949), Projekt Uraza (1949–1952) oraz Projekt Niebieskiej Księgi (1952–1969). Napisał ponad 20 książek o tematyce ufologicznej, w których zawsze krytycznie patrzył na to zjawisko, szukając racjonalnych wyjaśnień.